# 크리스티안 프레데리크 폰 샬부르크
크리스티안 프레데리크 폰 샬부르크(덴마크어: Christian Frederik von Schalburg, 본명: 콘스탄틴 표도로비치 샬부르그(러시아어: Константи́н Фёдорович Ша́льбург),  1906년 4월 15일 러시아 제국 즈메이노고르스크 ~ 1942년 6월 2일 소련 데먄스크)는 덴마크의 군인이다.

## 생애
러시아 제국 즈메이노고르스크에서 러시아인 귀족의 아들로 태어났으며 1920년 러시아 내전 의 여파로 인해 덴마크 코펜하겐으로 망명했다. 1929년에는 독일 태생의 여남작인 헬가 프레데리케 폰 뷜로프(Helga Frederikke von Bülow)와 결혼했다.
1939년에는 국가사회주의 덴마크 노동자당의 청년 지부에서 활동했으며 겨울 전쟁에서는 핀란드를 지원하기 위한 차원에서 덴마크인 용병을 파병했다. 1940년 4월에는 독일의 덴마크 침공에 협조했고 1940년 9월에는 무장친위대 소속 부대인 제5SS기갑사단 비킹의 최고돌격지도자로 임명되었다.
1941년 2월에는 국가사회주의 덴마크 노동자당의 당수를 역임하고 있던 프리츠 클라우센에게 무장친위대 소속 덴마크인 부대를 조직하자고 제안했다. 1942년 3월부터 6월까지 무장친위대 소속 덴마크인 자유군단인 덴마크 자유군단의 사령관을 역임했다. 1942년 6월 2일 먄스크 포위전 에 참전하던 도중에 지뢰를 밟아 큰 부상을 당했고 나중에 포탄에 폭발  사망하고 만다.